# Cerebratulus ventriporis
Cerebratulus ventriporis är en djurart som tillhör fylumet slemmaskar, och som beskrevs av Friedrich 1958. Cerebratulus ventriporis ingår i släktet fläsknemertiner, och familjen Cerebratulidae. Inga underarter finns listade i Catalogue of Life.